# Los Acantilados
Los Acantilados es un balneario ubicado en las playas situadas al sur del Faro Punta Mogotes, Partido de General Pueyrredón, Provincia de Buenos Aires, República Argentina.

Forma parte del cordón de playas al sur de Mar del Plata y, como su nombre lo indica, se caracteriza por sus grandes acantilados y playas agrestes.

## Geografía
Los acantilados de la zona, ubicada al suroeste de la ciudad, fueron originados por las pequeñas elevaciones presentes del sistema de sierras formadas durante un evento geológico denominado orogenia hercínica, junto con la erosión causada por agentes como el agua o el viento de las playas, formando a lo largo de miles de años imponentes acantilados de hasta 22 metros de altura.